# Arno Mayer
Arno Joseph Mayer (Luxemburgo, 19 de junio de 1926-17 de diciembre de 2023) fue un historiador estadounidense de origen luxemburgués cuyos principales campos de estudio eran la historia política (especialmente la diplomática) de la Europa del siglo XX, el Holocausto, la teoría de la modernización y el periodo 1914-1945 (que ha bautizado como La Crisis de los Treinta Años). Se autodefinía como "marxista disidente de izquierdas".

## Biografía
Educado en el City College de Nueva York y la Universidad de Yale, fue catedrático de la Universidad Wesleyana (1952-1953), Brandeis (1954-1958), Harvard (1958-1961) y Princeton (desde 1961). 
Según el punto de vista de Mayer, Europa se caracterizó en el siglo XIX por una rápida modernización en el campo económico, debido a la industrialización, mientras que en el campo político se producía con mayor lentitud. En particular, Mayer percibe que la aristocracia de todos los países europeos mantiene en gran parte el poder, y que su esfuerzo para mantenerlo es lo que conduce a la Primera Guerra Mundial, el auge del fascismo, la Segunda Guerra Mundial y el Holocausto. Este último habría sido primariamente, para Mayer, una expresión de anticomunismo: en Why Did the Heavens Not Darken? argumenta que Adolf Hitler solo ordenó el Holocausto en diciembre de 1941 como un gesto desesperado cuando había quedado claro que la Wehrmacht no podía tomar Moscú, lo que a la postre condujo a la derrota de la Alemania nazi a manos de la Unión Soviética.
Esta postura ha sido muy criticada por los que sostienen que Mayer prioriza en exceso el anticomunismo sobre el antisemitismo como explicación del Holocausto. Otros argumentan que las pruebas históricas muestran que Hitler no estaba convencido de la derrota a la altura de diciembre de 1941, por lo que la teoría de Mayer sería anacrónica. Desde esa misma postura, el historiador estadounidense Christopher Browning sostiene incluso que la decisión de desencadenar el Holocausto probablemente se había tomado ya en septiembre de 1941.
Mayer concibe la Conferencia de Paz de París como una lucha entre lo que llama la Vieja Diplomacia de las alianzas, tratados secretos y políticas de poder brutal, y la Nueva Diplomacia, representada por la postura de Lenin ante la paz con Alemania y los Catorce Puntos de Woodrow Wilson, que Mayer ve como promotoras de la diplomacia pacífica y racional. Según el punto de vista de Mayer, el gran fracaso del Tratado de Versalles fue que permitió el triunfo de la Vieja Diplomacia bajo un débil barniz de la Nueva.

## Obras
- Political Origins of the New Diplomacy, 1917-1918, 1959.
- "Post-War Nationalisms, 1918-19" pages 114-126 from Past and Present, Volume 34, 1966.
- Politics and Diplomacy of Peacemaking: Containment and Counter-Revolution at Versailles, 1918-19, 1967.
- Dynamics of Counter-Revolution in Europe, 1870-1956: An Analytical Framework, 1971.
- "Lower Middle Class as Historical Problem" pages 409-436 from Journal of Modern History, Volume 47, 1975.
- "Internal Crisis and War Since 1870" from Revolutionary Situations in Europe, 1917-22 edited by Charles L. Bertrand, 1977.
- The Persistence of the Old Regime: Europe to the Great War, 1981. [Existe traducción castellana: La persistencia del Antiguo Régimen, Alianza Editorial, 1984]
- Why Did the Heavens Not Darken? The "Final Solution" in History, 1988.
- "Memory and History: On the Poverty of Forgetting and Remembering about the Judocide" pages 5-20 from Radical History Review, Volume 56, 1993.
- The Furies: Violence and Terror in the French and Russian Revolutions, 2001. [Existe traducción castellana: Las furias. Violencia y terror en las revoluciones francesa y rusa, Prensas de la Universidad de Zaragoza, 2014]